# Ochrota bicoloria
Ochrota bicoloria là một loài bướm đêm thuộc phân họ Arctiinae, họ Erebidae.